# ESO 137-001
ESO 137-001 é uma galáxia espiral barrada localizada no aglomerado do Esquadro, na constelação de Norma. À medida que a galáxia se move para o centro do aglomerado, parte de sua massa é removida, criando assim uma cauda longa de 260.000 anos-luz de diâmetro. Há evidências de formação de estrelas nas caudas. A galáxia foi descoberta pelo Dr. Ming Sun em 2005.

## Destino
Considera-se que a remoção de massa tem um efeito significativo no desenvolvimento da galáxia, removendo o gás frio, encerrando a formação de novas estrelas e mudando a aparência de braços espirais internos por causa dos efeitos da formação estelar.